# آکادمی علوم چک
آکادمی علوم چک (به انگلیسی: Czech Academy of Sciences) در سال ۱۹۹۲ توسط شورای ملی چک به عنوان جانشین آکادمی علوم سابق چکسلواکی تأسیس شد. سابقه این آکادمی به انجمن سلطنتی علوم بوهمی (تأسیس در سال ۱۷۸۴) و آکادمی علوم امپراتور فرانتس جوزف چک، ادبیات و هنر (تأسیس در سال ۱۸۹۰) برمی‌گردد. این آکادمی، یک مؤسسه تحقیقاتی عمومی غیر دانشگاهی پیشرو در جمهوری چک است. تحقیقات انجام شده در این مؤسسه از نوع کاربردی بنیادی و استراتژیک است.